# Guillaume Malandrin
Guillaume Malandrin (né le 4 mars 1968) est un réalisateur, scénariste et producteur de cinéma français. Il s'installe à Bruxelles après ses études à l'INSAS, à la fin des années 1990.

## Biographie
Formé à l'INSAS, Guillaume Malandrin s'implique très vite dans le paysage cinématographique belge, notamment en fondant avec Vincent Tavier, Stéphane Vuillet et Philippe Kauffman La Parti Production, société avec laquelle il produit notamment Aaltra de Gustave Kervern et Benoît Delépine, Komma de Martine Doyen, ou Panique au village de Vincent Patar et Stéphane Aubier, qu'il coécrit. 
Il travaille aux côtés de son frère Stéphane Malandrin à la maison de production Altitude 100 située à Bruxelles. 

## Filmographie partielle

### Comme réalisateur et scénariste
- 1999 : Les Chanoines, long-métrage documentaire coréalisé avec Vincent Tavier.
- 2000 : Raconte, court-métrage de fiction produit par La Parti production, coécrit avec Stéphane Malandrin.
- 2006 : Ça m'est égal si demain n'arrive pas, long-métrage de fiction produit par La Parti production, coécrit avec Jacky Lambert et Stéphane Malandrin.
- 2009 : Où est la main de l'homme sans tête, long-métrage de fiction produit par La Parti production, coécrit et coréalisé avec Stéphane Malandrin.
- 2015 : Je suis mort mais j'ai des amis, long-métrage de fiction produit par Versus production, coécrit et coréalisé avec Stéphane Malandrin.

### Comme réalisateur
- 2015 : Je suis mort mais j’ai des amis, coréalisé avec Stéphane Malandrin

### Comme scénariste
- 2000 : Panique au village, Série télévisée réalisée par Stéphane Aubier et Vincent Patar, coécrite avec les réalisateurs et Vincent Tavier, produite par La Parti Production.
- 2008 : Panique au village, long-métrage d'animation réalisé par Stéphane Aubier et Vincent Patar, coécrit avec les réalisateurs et Vincent Tavier, produit par La Parti production.

### Comme producteur

#### Cinéma
- 2004 : Aaltra, long-métrage de Gustave Kervern et Benoît Delépine.
- 2006 : Komma, long-métrage de Martine Doyen.
- 2006 : Ça m'est égal si demain n'arrive pas, long-métrage de Guillaume Malandrin.
- 2007 : Où est la main de l'homme sans tête, long-métrage de Guillaume et Stéphane Malandrin.
- 2008 : Les Bureaux de Dieu, long-métrage de Claire Simon.
- 2010 : Kill Me Please, long-métrage de Olias Barco.
- 2017 : Insyriated, long-métrage de Philippe Van Leeuw.
- 2023 : The Wall, long-métrage de Philippe Van Leuuw.

#### Télévision
- 1997 : M. Manatane, série télévisée diffusée sur Canal+, écrite et interprétée par Benoît Poelvoorde, produit par Entropie Films.